# Zapisovatelé otcovský lásky
Zapisovatelé otcovský lásky je román českého spisovatele Michala Viewegha z roku 1998. Hlavním motivem je především život rodiny mladého devianta.

## Děj románu
Otec Karel je voják z povolání s matkou svých dětí se rozvedl, žil jen se synem V. a dceru Renátu vídal pouze při schůzkách a na dovolených. Otec Karel se z rozvodu nedokázal dlouho vzpamatovat, dceři kupoval drahé zájezdy a jiné dárky. Při nervovém rozrušení leze pod stůl (z dětství - ukryl se před Mikulášem a čerty). Karel má velkou zálibu ve focení, neboť ji při každé vhodné či nevhodné situaci fotil, toho ji zbavil až její první milenec antikomunista Viktor, který s ní nafotil akty a ukázal je i jejím rodičům. Renáta až po dvou letech strávených s Viktorem pochopí, že je ke všemu ironický a není schopný ohleduplnosti či lásky.
Renáta se osamostatní a stane se moderátorkou pořadu o úchylkách Třináctá komnata, do svého pořadu pozve bratra V., který má nutkavou potřebu vše zapisovat a lézt při tom pod stůl (tento zvyk zdědil po otci). V. se díky vystoupení stane populárním, dokonce vydá knihu svých zápisků. Do domu V. si přišel stěžovat jeden literární kritik, V. ho zabil a pohřbil ve sklepě pod uhlím. Renáta se v pořadu seznámí s architektem, kterého vzrušují výlevky. Vztah však kvůli vzájemnému neporozumění dlouho netrvá.
Karel najde svou novou životní lásku, až když jeho děti dospějí. S Američankou Cindy se seznámil při výuce angličtiny při vstupu České republiky do NATO. Cindy pochází ze Cincinnati z Ohia a do České republiky přijela ihned po revoluci objevovat nový svět.
Renáta se při ranním nákupu koblih a novin seznámí s M., sblíží je stejný obsah nákupu. Nezávazně se navštěvují. M. podobně jako Renátin otec trpí po rozvodu odloučením od dcery.
Celá rodina (otec Karel, jeho přítelkyně Cindy, obě jeho děti V. a Renáta s přítelem M. a jeho dcerou "Malou" tráví dovolenou u moře v Chorvatsku. Otec Karel na žádost své dcery Renáty píše své životní zážitky, jeho obě děti V. i Renáta píšou o své lásce a zážitcích s otcem, říkají si proto "zapisovatelé otcovský lásky", vrací se tak retrospektivně do dětství a doby komunismu (především rok 1986).